# Nadja Auermann
Nadja Auermann (Berlino, 19 marzo 1971) è una supermodella tedesca.

## Carriera
Nata in Germania, si trasferisce a Parigi nel 1990 ottenendo un contratto con l'agenzia di moda Karins Modeling Agency nello stesso anno. Nel 1991, viene messa sotto contratto con la Elite Model Management. Dopo aver sfilato per alcune passerelle di prêt-à-porter, la modella posa per alcuni servizi su Harper's Bazaar e Vogue che le consentono di diventare molto popolare. Dopo essere comparsa anche su Vogue Parigi ed essere stata scelta come testimonial della campagna pubblicitaria di Benetton, la Auermann compare sulla copertina di Harper's Bazaar nel settembre 1994. La modella viene paragonata a Grizabella, uno dei gatti protagonisti del musical Cats.
In seguito la Auermann sfila per Versace, Chanel, Givenchy, Jean Paul Gaultier, Salvatore Ferragamo, Valentino S.p.A., Hermès, Thierry Mugler, Perry Ellis, Gucci, Prada, Isaac Mizrahi, Louis Vuitton, Karl Lagerfeld, Yves Saint Laurent, Vivienne Westwood, Dolce & Gabbana e compare nelle campagne pubblicitarie di Anna Molinari, Anne Klein, Blumarine, Cartier, Christian Dior SA, Dolce & Gabbana, Donna Karan, Fendi 'Theorema' perfume, Gianfranco Ferré, Giorgio Armani S.p.A. H&M, Hermès, Krizia, Karl Lagerfeld, Pomellato, Prada, Rochas, Shiseido, Trussardi, Versace Atelier ed Yves Saint Laurent. In anni più recenti, la modella ha lanciato un profumo, chiamato semplicemente Nadja Auermann, ed ha occasionalmente lavorato come attrice. I suoi ruoli più importanti sono stati in due pellicole tedesche: Letztes Kapitel (2005) e Dornröschens Leiser Tod (2004).

## Vita privata
Nel 1997, Nadja Auermann ha avuto la sua prima figlia dal compagno Olaf Björn, Cosima. Due anni dopo ha sposato l'attore tedesco Wolfram Grandezka dal quale ha avuto Nicolas lo stesso anno. La coppia ha divorziato due anni dopo.

## Agenzie
- Elite Model Management - New York
- Models 1 Agency
- Marilyn Agency
- DNA Model Management
- Sheri's Management